# 秋田県道240号川添下浜停車場線
秋田県道240号川添下浜停車場線（あきたけんどう240ごう かわぞえしもはまていしゃじょうせん）は、秋田県秋田市の南部を通る一般県道である。

## 概要
雄物川にかかる秋田県道65号寺内新屋雄和線の黒瀬橋西の路線上から始まる。日本海東北自動車道を立体交差したのち、秋田市下浜楢田で県道65号から西方向へ分岐、日本海の海岸まで山間部を通り抜け、JR東日本 羽越本線を交差しすぐに秋田県道56号秋田天王線（旧国道7号）の交点を右折し、下浜駅前に至る路線である。

### 路線データ
- 総延長 : 12.234 km[3]
- 実延長 : 11.131 km[3]
- 起点 : 秋田県秋田市雄和下黒瀬字野中151番（秋田県道65号寺内新屋雄和線路線上）[4]北緯39度36分50.81秒 東経140度9分10.29秒
- 終点 : 秋田県秋田市下浜羽川字下野92番5（秋田県道56号秋田天王線路線上、下浜駅）[4]北緯39度37分7.31秒 東経140度3分50.66秒
- 未供用区間 : なし[3]

## 歴史
- 1959年（昭和34年）2月17日 - 秋田県道に認定される[4]。

## 路線状況

### 重複区間
- 秋田県道65号寺内新屋雄和線（秋田市雄和下黒瀬字野中151番 - 秋田市下浜八田字野田336番1地先・交点）
- 秋田県道56号秋田天王線（秋田市下浜羽川字下野1番4・交点 - 秋田市下浜羽川字下野92番5（下浜駅）・終点）

### 冬期閉鎖区間
- なし[5]

### 交通不能区間
- なし[6]

## 地理

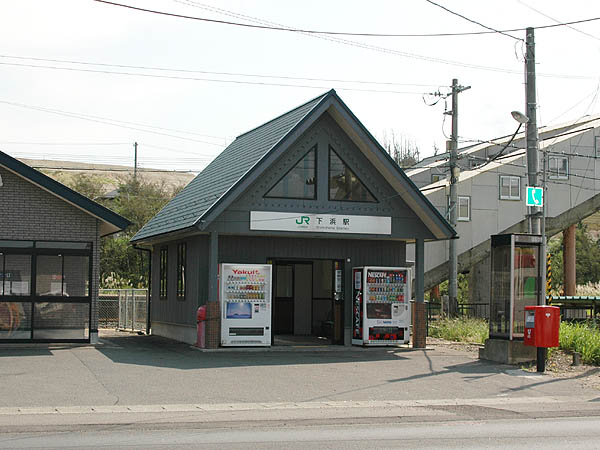
終点・下浜駅

### 交差する道路
| 施設名                            | 接続路線名                 | 備考          | 所在地                                                |
| --------------------------------- | -------------------------- | ------------- | ----------------------------------------------------- |
| （県道65号上） -                  | 秋田県道65号寺内新屋雄和線 | 起点 重複区間 | 秋田市雄和下黒瀬字野中 秋田市下浜八田字野田336番1地先 |
| 下山交差点 下浜駅前（県道56号上） | 秋田県道56号秋田天王線     | 重複区間 終点 | 秋田市下浜羽川字下野・地内                            |

### 沿線の施設
- JR東日本 羽越本線 下浜駅